# ウェズリー・ストリック
ウェズリー・ストリック（Wesley Strick 1954年2月11日 - ）は、アメリカ合衆国の脚本家。ニューヨーク出身。

## 来歴
カリフォルニア大学バークレー校卒業後、ニューヨークでロック・ジャーナリストとして「ローリング・ストーン」誌などに寄稿していた。
『ケープ・フィアー』の脚本で注目されて以降、サスペンス・スリラーを中心に脚本を執筆。1994年、『ウルフ』でサターン脚本賞を受賞。

## 主な作品
- トゥルー・ビリーヴァー/はぐれ弁護士の執念 True Believer (1989) 劇場未公開
- アラクノフォビア Arachnophobia (1990)
- ケープ・フィアー Cape Fear (1991)
- 愛という名の疑惑 Final Analysis (1992)
- ウルフ Wolf (1994)
- 闇を見つめる瞳 The Tie That Binds (1995) 監督
- セイント The Saint (1997)
- リターン・トゥ・パラダイス Return to Paradise (1998)
- グラスハウス The Glass House (2001)
- 監禁ゲーム Hitched (2001) 劇場未公開、兼監督
- DOOM Doom (2005)
- エルム街の悪夢 A Nightmare on Elm Street (2010)
- パーフェクト・ルーム The Loft (2014)
- 高い城の男 The Man in the High Castle (2016,2018,2019)